# Munkasjön
Munkasjön är en sjö i Emmaboda kommun i Småland och ingår i Lyckebyåns huvudavrinningsområde. Sjön har en area på 0,104 kvadratkilometer och ligger 114,1 meter över havet.

## Delavrinningsområde
Munkasjön ingår i det delavrinningsområde (626909-148749) som SMHI kallar för Utloppet av Kyrksjön. Medelhöjden är 115 meter över havet och ytan är 30,36 kvadratkilometer. Räknas de 31 avrinningsområdena uppströms in blir den ackumulerade arean 565,77 kvadratkilometer. Avrinningsområdets utflöde Lyckebyån mynnar i havet. Avrinningsområdet består mestadels av skog (55 procent), öppen mark (19 procent) och jordbruk (11 procent). Avrinningsområdet har 1,81 kvadratkilometer vattenytor vilket ger det en sjöprocent på 6 procent. Bebyggelsen i området täcker en yta av 1,19 kvadratkilometer eller 4 procent av avrinningsområdet.